# Хілотерій
Хілотерії (Chilotherium) — викопний рід носорогових, який жив від пізнього міоцену до пліоцену 15–2 мільйонів років тому. Ареал цих тварин простягався від Азії до Північно-Східної Європи. Відомо близько одинадцяти видів хілотеріїв.

## Зовнішній вигляд
Довжина тіла близько 3 метрів, висота 1,5–1,8 метрів. Вага тварини була в межах 1–2,5 тонн. Ноги хілотерія були короткими, на передніх кінцівках по 3 пальці. Череп хілотерія був ширший і менший чим і їх родичів — ацератеріїв. Роги були відсутні, але на нижній щелепі були пара невеликих бивнів довжиною в 12 сантиметрів, кінцівки бивнів дивились вперед і були трохи зігнуті до верху.

## Місце життя та харчування
Невеликий зріст і довжина ніг хілотерія свідчать про те, що це була травоїдна тварина, харчувалась рослинністю яка росла на землі, а широка нижня щелепа допомагала викопувати кореневища. Мешкали, найімовірніше, у болотистих низинах та біля річок.

## Поведінка
Значні скупчення знахідок останків вказує що ці тварини, найімовірніше, жили стадом. Стадний спосіб життя забезпечував відносну безпечність окремих представників, і успішне виживання потомства яке було під охороною старших. Міцні гострі різці додатково могли бути назначені для захисту від хижих тварин і в боротьбі самців за самок. 

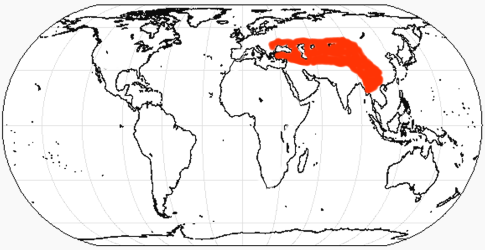
Поширення хілотеріїв

## Вимирання
У пліоцені хілотерії починають вимирати. Ймовірно причиною їх вимирання було зміна клімату в пліоцені, клімат став посушливий, унаслідок чого скоротилась рослинність біля річок та боліт, де мешкали хілотерії.

## Види
- Chilotherium Primigenius
- Chilotherium Wimani
- Chilotherium Anderssoni
- Chilotherium Haberi
- Chilotherium Xizangensis
- Chilotherium Persiae
- Chilotherium Samium
- Chilotherium Schlosseri
- Chilotherium Sarmaticum
- Chilotherium Kowalevskii
- Chilotherium Kiliasi Orlovi